# Liga de Fútbol de Anguila
La Liga de Fútbol de Anguila es la liga de Primera División de la isla de Anguila, la cual fue creada en 1997.
Debido a las condiciones del territorio, todos los partidos se juegan en el Centro Raymond Gordon Ernest Guishard, ubicado en El Valle y con capacidad para 1.100 espectadores.
Hasta el 2025, nunca un equipo de Anguila había disputado una competencia internacional oficial.

## Equipos temporada 2025
| - Attackers FC - ALHCS Spartans FC - Diamond FC - Doc's United FC - Eagle Claw FC - Lymers FC - Roaring Lions - Uprising FC - West End Predators FC - East Enders FC |

## Campeones
| - 1997-98 : Spartans International FC - 1998-99 : Attackers FC - 1999-00 : No se jugó por causa del Huracán Lenny - 2000-01 : Roaring Lions FC - 2001-02 : Roaring Lions FC - 2002-03 : Roaring Lions FC - 2003-04 : Spartans International FC - 2005-06 : Roaring Lions FC - 2006-07 : Kicks United FC - 2007-08 : Attackers FC - 2008-09 : Attackers FC - 2009-10 : Roaring Lions FC - 2010-11 : Kicks United FC - 2011-12 : Kicks United FC - 2012-13 : Attackers FC - 2013-14 : Roaring Lions FC - 2014-15 : Kicks United FC - 2015-16 : Salsa Ballers FC - 2016-17 : Roaring Lions FC - 2018 : Kicks United FC - 2020 : Roaring Lions FC - 2021 : Roaring Lions FC - 2022 : Roaring Lions FC - 2023 : Doc's United FC - 2024 : Doc's United FC - 2025 : Roaring Lions FC |

## Títulos por club
| Club                      | Ciudad         | Campeón | Años campeón                                                     |
| ------------------------- | -------------- | ------- | ---------------------------------------------------------------- |
| Roaring Lions FC          | Stoney Ground  | 11      | 2001, 2002, 2003, 2006, 2010, 2014, 2017, 2020, 2021, 2022, 2025 |
| Kicks United FC           | El Valle       | 5       | 2007, 2011, 2012, 2015, 2018                                     |
| Attackers FC              | El Valle-Norte | 4       | 1999, 2008, 2009, 2013                                           |
| Doc's United FC           | George Hill    | 2       | 2023, 2024                                                       |
| Spartans International FC | El Valle       | 2       | 1998, 2004                                                       |
| Salsa Ballers FC          | George Hill    | 1       | 2016                                                             |

## Goleadores
| Temporada | Jugador                | Club             | Goles |
| 2007/08   | Addi "Sham" John       | Attackers FC     | ?     |
| 2010/11   | Glenville Allen Rogers | Kicks United FC  | 14    |
| 2020      | Oliver Walker          | Roaring Lions FC | 18    |
| 2021      | Jonathan Guishard      | Doc's United FC  | 10    |
| 2022      | Ricardo John           | Salsa Ballers FC | 27    |
| 2023      | Jonathan Guishard      | Doc's United FC  | 30    |
| 2024      | Jauron Gayle           | Uprising FC      | 21    |
| 2025      | Germain Hughes         | Roaring Lions FC | 23    |